# Bataille de Medina Ridge
Guerre du Golfe
Batailles
- Bataille des ponts
- Prise du palais Dasman
- Bataille de l'île de Failaka
- Vol British Airways 149

- Opération Bouclier du désert
- Opération Artimon
- Busiris
- Salamandre
- Tempête du désert
- Daguet
- Bataille d'Ad-Dawrah
- Bataille de Khafji
- Bataille au large de Bubiyan
- Bataille de Hafar Al-Batin
- Highway of Death
- Bataille de 73 Easting
- Medina Ridge
- Aérodrome de Jalibah
- Bataille de Norfolk

- Aérodrome de Safwan
- Bataille de Rumaila

La bataille de Medina Ridge est une bataille de chars décisive livrée entre les forces blindées américaines et la garde républicaine irakienne le 27 février 1991 pendant la guerre du Golfe. Elle s'inscrit dans le cadre de l'opération « Sabre du désert », offensive terrestre de la Coalition exécutée dans la nuit du 23 au 24 février sous le commandement du général Norman Schwarzkopf. Les Américains pénètrent dans le sud de l'Irak depuis l'Arabie saoudite afin de couper la retraite des forces irakiennes du Koweït et de détruire les unités de la garde républicaine déployées près de la frontière irako-koweïtienne.

## Déroulement de la bataille
La 2e brigade Medina Luminous de la garde républicaine irakienne est attaquée par la 2e brigade de la 1re division blindée américaine, du major-général Ron Griffith, composée de pas moins de 3 000 véhicules blindés dont 348 M1A1 Abrams. Medina Ridge est l'une des rares batailles lors desquelles les forces américaines rencontrèrent une résistance irakienne acharnée, entravant leur progression. Les Irakiens avaient en effet établi des positions défensives qui se sont avérées peu vulnérables aux tirs à longue portée des M1 Abrams et des M2 Bradley. Les unités américaines durent ainsi engager les forces irakiennes dans des combats rapprochés.
En 45 minutes de bataille, l'unité a réalisé une surprise tactique en se déplaçant rapidement et silencieusement et a détruit 100 chars irakiens et plus de 30 véhicules de combat d'infanterie BMP. De nombreux engagements ont eu lieu "en mouvement", 25 à 40 milles à l'heure, et ont impliqué des engagements sous tous les angles
Finalement, 186 chars irakiens (T-72 et Type 69) sont mis hors de combat, dont 38 par les AH-64 Apache et les A-10 Thunderbolt II de l'US Air Force. 4 chars américains sont endommagés. Ces faibles pertes s'expliquent par le fait que les T-72 et Type 69, obsolètes, ont très peu de chance de perforer le blindage Chobham des M1 Abrams.